# Beausoleil Broussard
Beausoleil Broussard est un groupe de musique folkorique acadien créé en 1975. Il est composé de Isabelle Roy, Claude Fournier, Jean-Gabriel Comeau et de Jacques Savoie. Le groupe tient son nom de Joseph Broussard, dit Beausoleil un des chefs de la résistance acadienne durant le Grand Dérangement.

## Discographie

### Compilations
- 1978 : Les réjouissances, Le Tamanoir[2]
- 2003 : Journal de bord 1976-1980 (compilation 21 titres des trois disques précédents), GSI Musique[4]

## Prix
- le Prix de la jeune chanson française, section Premier Ministre, en France (1978)